# Industrie pétrolière en Ouganda

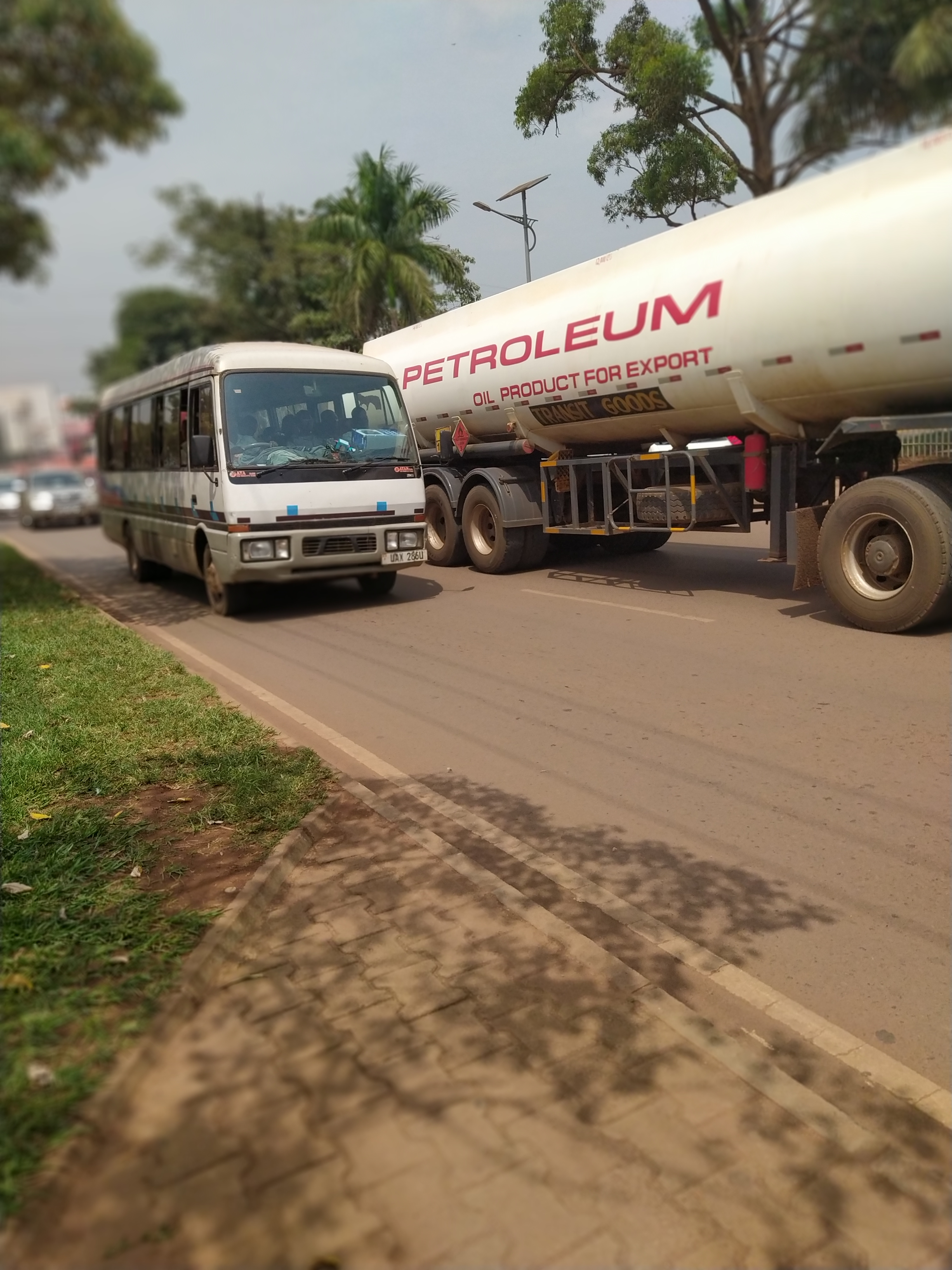
Camion-citerne pétrolier en Ouganda.

L'industrie pétrolière en Ouganda est très récente, puisque les premiers gisements sont découverts en 2006. Le projet pétrolier est fortement soutenu par le président Yoweri Museveni, et porté par trois entreprises : la française TotalEnergies, la chinoise China National Offshore Oil Corporation (CNOOC) et l'anglo-irlandaise Tullow Oil.
Le projet industrialo-minier conjugue une extraction dans le sous-sol du lac Albert — deux projets concrétisent ce développement, Tilenga au centre et Kingfisher au sud-est du lac —, le transport du pétrole brut par l'oléoduc d'Afrique de l'Est, un oléoduc de 1 445 km passant principalement par la Tanzanie, et des développements futurs industriels, notamment en matière de raffinage.
Le projet, qui implique des investissements coûteux, est critiqué pour son empreinte écologique, pour l'absence de contrepartie positive en faveur de la population, et pour le manque de visibilité dans la gouvernance liée à cette exploitation.

## Historique

### Découverte des gisements
Les premières découvertes de pétrole datent de 2006. Les réserves trouvées sous le lac Albert, découvertes par l'entreprise australienne Hardman Resources, sont estimées à 6,5 milliards de barils, dont 1,4 milliard récupérables dans l'état actuel de la prospective. Ces réserves placent l’Ouganda au quatrième rang des plus importantes réserves de l'Afrique subsaharienne. À l'époque, Yoweri Museveni, qui parle de « son pétrole » comme d'« une bénédiction pour l’Ouganda », envisage un démarrage de la production dès 2009 avec une extraction de six à dix mille barils quotidiens.
21 % de la population ougandaise vit dans une pauvreté extrême. L'État voit dans ce projet la possibilité de gagner grâce au pétrole un milliard et demi de dollars par an, et de faire passer le PIB par habitant de 630 à plus de mille dollars.
Rapidement, les compagnies pétrolières se pressent mais des différends fiscaux et commerciaux apparaissent entre elles et le gouvernement, ce dernier adoptant une posture inflexible. Par ailleurs, l'État ougandais peine à acquérir l'expertise technique et l'appareil réglementaire, ainsi qu'à définir le tracé de l'oléoduc permettant d'exporter les hydrocarbures.

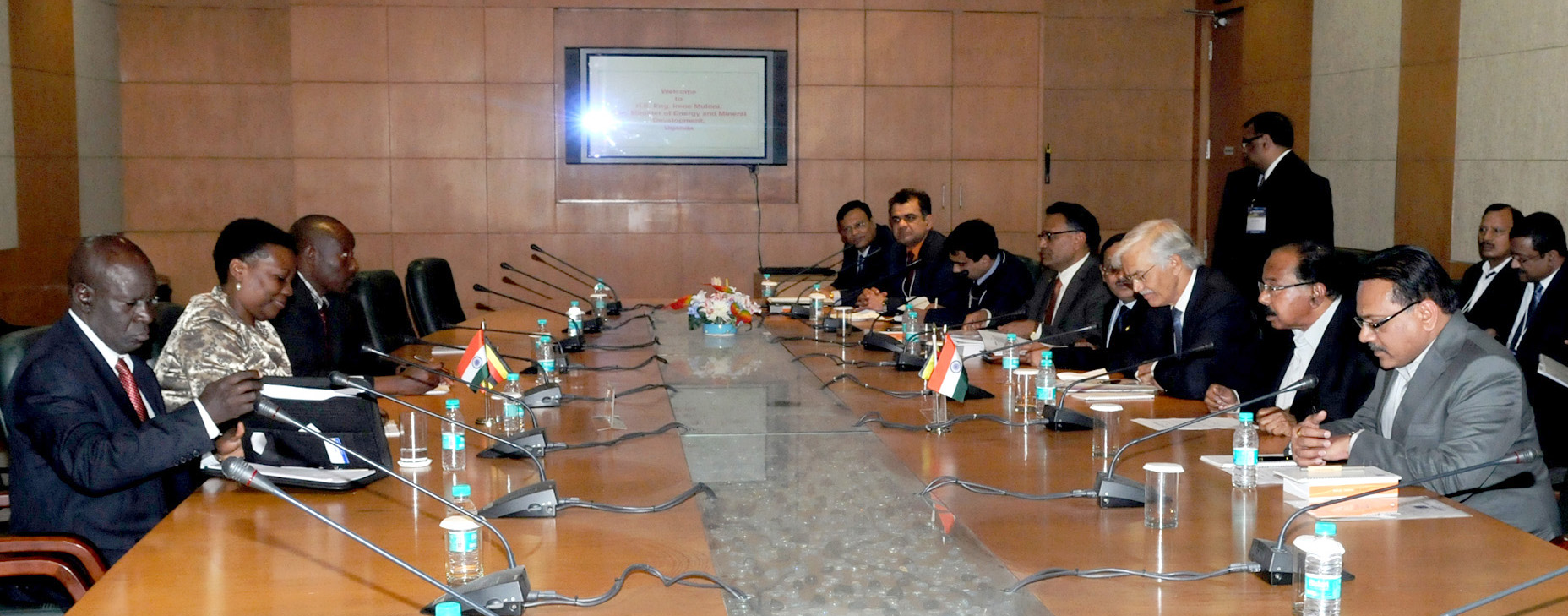
, alors ministre du pétrole indien dans le premier gouvernement Modi, lors d'une rencontre bilatérale en Ouganda avec son homologue Irene Muloni.

L'Ouganda est intéressant pour Total notamment à cause de sa grande stabilité politique, due en partie à la politique musclée  du président Museveni. Ce projet répond par ailleurs, du point de vue de l'entreprise, à une garantie de production : d'autres gisements exploités par la multinationale offrent des volumes en baisse. Patrick Pouyanné, alors directeur stratégie, croissance et recherche, mise sur ce nouveau gisement. Ce projet, dont la rentabilité prévue est assez importante pourvu que le baril de pétrole soit au-delà de 50 $, permet également à Total de financer des investissements dans des énergies renouvelables.

### Construction
Le 12 avril 2021, TotalEnergies lance officiellement le chantier de l'oléoduc, qui est le plus gros projet pétrolier de l'année. La signature par Patrick Pouyanné, PDG de Total, ainsi que par les deux chefs d'État Samia Suluhu et Yoweri Museveni a lieu à Chato (en). L'investissement permettrait d'extraire et de convoyer 230 000 barils par jour à partir de 2025.
Le financement de l'infrastructure est notamment assuré par la Standard Bank et la Banque Industrielle et Commerciale de Chine,,. A l'inverse, 25 banques (parmi lesquelles Barclays, BNP Paribas, Crédit Agricole, Crédit Suisse, Société Générale...) ont fait savoir qu'elles ne participeraient pas au financement du projet,,.

## Infrastructures

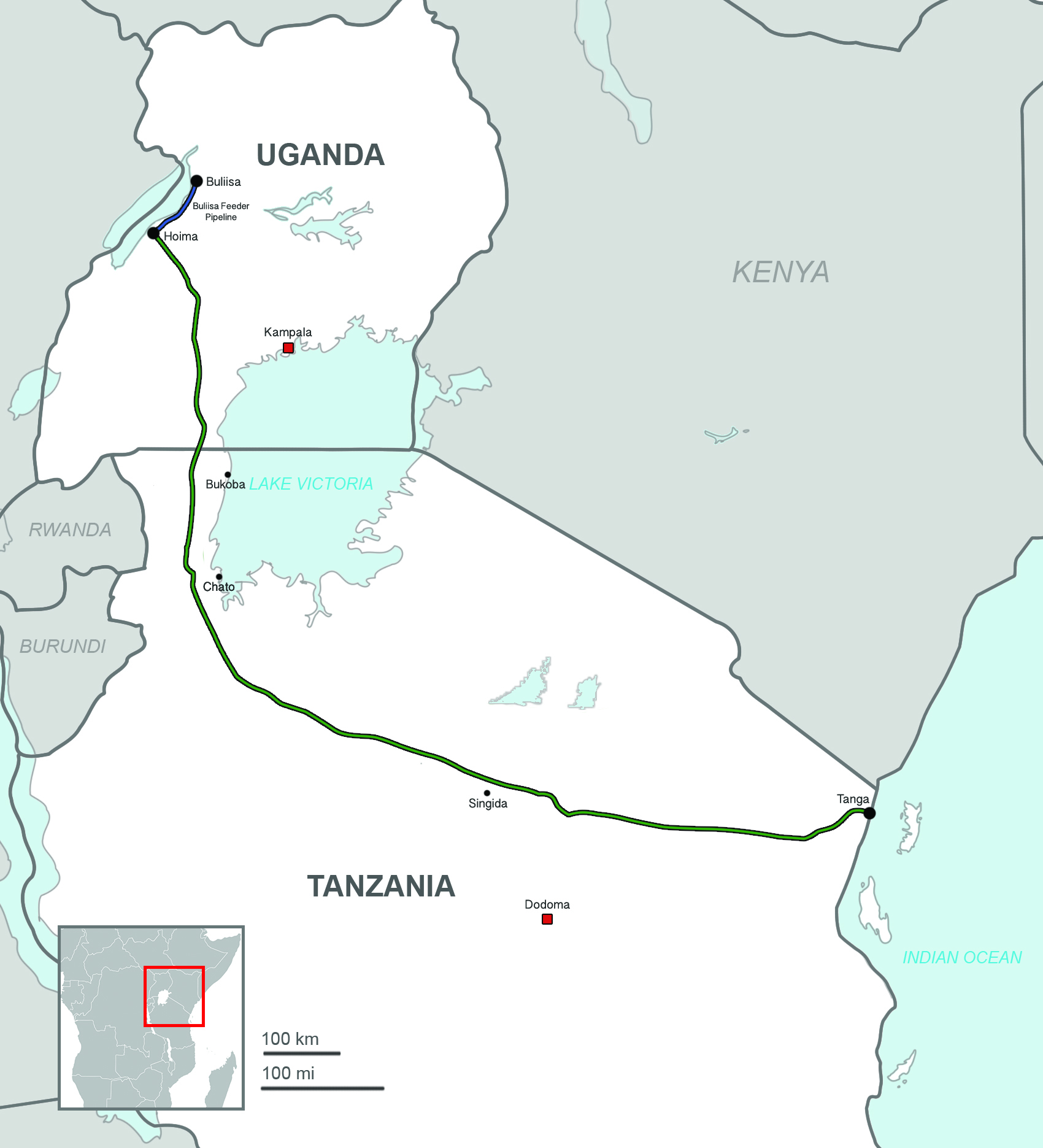
Le tracé du futur pipeline de pétrole brut d'Afrique de l'Est, prévu pour 2025.

Le gisement lui-même sera exploité par plus de quatre cents puits de pétrole, reliés entre eux par 180 km d'oléoducs.
Sur place, à proximité des gisements, le projet prévoit, outre les puits d'extraction, la construction d'un aéroport à Kabale. Celle-ci commence en avril 2018, et est censée s'achever en 2023 ; il a coûté 309 millions de dollars et est financé par le gouvernement central ougandais.
L'oléoduc d'Afrique de l'Est est une infrastructure de 1 445 kilomètres de longueur, qui traverse l’Ouganda du nord au sud, avant d'entrer en Tanzanie. L'oléoduc est prévu pour coûter environ trois milliards et demi de dollars et sera en permanence chauffé à 50 °C pour maintenir la fluidité des hydrocarbures.

## Critiques et contestation

### Expropriations
La mainmise des compagnies pétrolières sur les terres dont le sous-sol doit être exploité s'accompagne d'expropriations. En août 2018, entre quinze et cinquante mille villageois ougandais avaient déjà été expropriés. En septembre 2017, le président Museveni commence une campagne de communication afin de promulguer un décret facilitant et accélérant les expulsions lors de travaux dits d'intérêt général,.
Les habitants de Rwamutunga sont particulièrement médiatisés. En 2014, ils sont expulsés de leur village à la place duquel les entreprises pétrolières veulent construire un centre de traitement des déchets pétroliers. La faiblesse du droit foncier ougandais joue en la faveur des multinationales : aucun document n'atteste de la propriété cadastrale. Un propriétaire local, Joshua Tibagwa, se prétend ainsi propriétaire de toute la zone qu'il fait expulser avec l'appui de la police et de l'armée.
Les villageois de Rwamutunga sont placés dans un camp dans lequel dix-huit d'entre eux, dont trois nouveau-nés, meurent de privations ou de maladie. Des ONG leur viennent en aide, ainsi que le député Daniel Muheirwe Mpamizo, qui plaide leur cause devant le Parlement. En janvier 2017, la cour de la capitale régionale juge l'arrêté d'expulsion illégal et les villageois sont, au moins provisoirement, autorisés à rentrer dans leur village, qu'il leur faut reconstruire.
La construction du seul oléoduc met en péril douze mille familles, selon un rapport de la Fédération internationale pour les droits humains et d'Oxfam International. Par ailleurs, le très faible niveau des indemnisations est pointé par les observateurs.
Selon les associations écologiques Les Amis de la Terre et Survie, qui publient en octobre 2020 le document Un cauchemar nommé Total, plus de cent mille personnes sont directement menacées par les projets pétroliers.
Ces associations publient en octobre 2022 une estimation plus approfondie qui évalue à 118 000 le nombre de personnes déplacées ou expropriées, dont 62 000 en Tanzanie. Elles mettent en cause les procédés d'indemnisation considérés comme trop long, insuffisants et « éloignés des standards internationaux ».

### Émissions de gaz à effet de serre
Le rapport publié en octobre 2022 par Les Amis de la Terre et Survie estime que le projet Eacop émettrait jusqu'à 34,3 Mt (millions de tonnes) de CO2 par an, soit davantage que les émissions de l'Ouganda et de la Tanzanie réunies. Il rappelle les recommandations de l'Agence internationale de l'énergie et des scientifiques du GIEC, pour qui aucun nouveau projet d'énergie fossile ne doit voir le jour si l'on veut atteindre les objectifs de l'Accord de Paris sur le climat. TotalEnergies affirme que les émissions représentent moins de 1 % des émissions nationales de ces deux pays.

### Autres impacts écologiques
Une partie importante du gisement est située dans le Parc national Murchison Falls. La moitié des espèces d'oiseaux et 39 % des espèces de mammifères vivant en Afrique sont présents sur les rives du lac Albert.
Deux cent cinquante ONG adressent le 1er mars 2021 un courrier enjoignant aux chefs d'État d’Ouganda et de Tanzanie de ne pas construire « le plus long oléoduc de pétrole brut chauffé au monde », en attestant de « risques largement documentés ». Cet oléoduc traversera en effet plus de deux cents zones humides, rien qu’en Ouganda. Plus loin, les réserves forestières de Taala et de Biharamulo, abritant une riche diversité écologique et notamment une des dernières populations de colobes, sont également menacées. Sur plus d'un tiers de son parcours, l'oléoduc traversera le bassin-versant du Nil Blanc, à peu de distance du lac Victoria.

### Gouvernance
La gouvernance du projet est très critiquée par l'opposition politique du pays. Un « fonds pétrole » a ainsi été créé en 2015 pour utiliser les revenus de l'exploitation du pétrole en vue d'épargner pour les générations futures et de développer les infrastructures. Mais cette somme est en réalité utilisée pour des dépenses de fonctionnement. Dès 2011, plusieurs ministres sont accusés d'avoir reçu des pots-de-vin des compagnies pétrolières ; les députés ougandais demandent leur démission.
La contestation touche jusqu'aux rangs de la majorité présidentielle. Ainsi, en décembre 2012, Cerinah Nebanda est retrouvée morte après avoir proposé une loi sur la transparence financière pour les groupes pétroliers. Le général David Sejusa, ancien coordonnateur des services de renseignement, estime qu'elle a été assassinée sur l'ordre du président.
Enfin, la pandémie de Covid-19 et les premiers effets sensibles de la transition énergétique affectent la demande mondiale en pétrole, ce qui remet en cause la viabilité économique de l'ensemble du projet. Mais, étant donné l'effort financier consenti notamment par Total, celui-ci « ne peut plus faire machine arrière », d'après un ancien haut responsable de l'entreprise.

### Démarches des opposants
Les six associations Les Amis de la Terre, Survie, AFIEGO, CRED, NAPE et NAVODA avaient assigné Total en justice le 23 octobre 2019, en s'appuyant sur la Loi relative au devoir de vigilance des sociétés mères et entreprises donneuses d'ordre. Le Tribunal judiciaire de Nanterre se déclare toutefois incompétent le 30 janvier 2020, renvoyant l'affaire au Tribunal de commerce de Paris. Le collectif des plaignants fait alors appel auprès de la cour de Versailles, qui confirme le 10 décembre 2020 le jugement initial et renvoie au tribunal de commerce. Ce jugement est à son tour cassé le 15 décembre 2021 par un arrêt de la Cour de cassation qui juge que l'affaire doit être jugée devant un tribunal judiciaire.
En mars 2022, des membres ougandais d'associations écologiques sont reçus au Vatican par le pape François pour le sensibiliser aux problèmes liés à la construction de l'oléoduc. Le Dicastère pour le service du développement humain intégral condamne ensuite explicitement le projet. Le 15 septembre 2022, c'est au tour du Parlement européen, réuni en session plénière à Strasbourg, d'adopter un texte non contraignant mais très critique à l'égard du projet, enjoignant TotalÉnergie de prendre une année avant le lancement du projet afin d’étudier « la faisabilité d’un autre itinéraire permettant de mieux préserver les écosystèmes protégés et sensibles et les ressources en eau de l’Ouganda et de la Tanzanie ». En réaction, le parlement ougandais qualifie cette résolution d'« affront » et Yoweri Museveni affirme que le projet « se poursuivrait comme stipulé dans le contrat signé », faute de quoi, « l’Ouganda trouverait un autre partenaire avec qui travailler ».